# Єлизавета Данська (герцогиня Брауншвейгу)
Єлизавета Данська (дан. Elisabeth af Danmark; 25 серпня 1573—19 липня 1626) — данська принцеса з династії Ольденбургів, донька короля Данії та Норвегії Фредеріка II та Софії Мекленбург-Гюстровської, дружина герцога Брауншвейг-Люнебургу та князя Брауншвейг-Вольфенюттелю Генріха Юлія.

## Походження
Єлизавета Данська була старшою донькою короля Данії та Норвегії Фредеріка II та його дружини Софії Мекленбург-Гюстровської. З батьківського боку вона була онукою короля Кристіана III Данського та Доротеї Саксен-Лауенбурзької. З материнської сторони приходилася онукою Мекленбург-Ґюстровському герцогу Ульріхові III та Єлизаветі Данській.

## Біографія
Принцеса Єлизавета народилася 25 серпня 1573 року у Кьольдінгу. Коли до данського двору прибули посланці з Шотландії у пошуках нареченої для свого короля, Єлизавета розглядалася ними як найперша кандидатура у дружини Якову I. Але король Фредерік II вже заручив її з герцогом Брауншвейзьким, тож їхня увага переключилася на молодшу сестру — Анну.
1589 року Анна побралася із Яковом I. Єлизавета наступного року пошлюбилася із герцогом Брауншвейгу Генріхом Юлієм. В родині народилося десятеро дітей.
Померла Єлизавета 19 липня 1626 року.

## Родина
Чоловік — Генріх Юлій, герцог Брауншвейг-Люнебурзький та князь Брауншвейг-Вольфенюттельський
Діти:
- Фрідріх Ульріх (1591—1634) — герцог Брауншвейг-Люнебурзький. Одружений із Анною Софією Бранденбурзькою. Дітей із нею не мав, тож спробував отримати розлучення. Помер до винесення остаточного рішення у справі.
- Софія Ядвіґа (1592—1642) — одружена із Ернестом Казимиром, принцом Нассау-Дітц. Мала дев'ятьох дітей, з яких вижило лише два сини.
- Єлизавета (1593—1650) — одружена із саксонським герцогом Августом, згодом — із Саксен-Альтенбурзьким герцогом Йоганном Філіппом. Від другого шлюбу мала єдину дочку.
- Ядвіга (1595—1650) — одружена із померанським герцогом Ульріхом. Дітей не мала.
- Доротея (1596—1643) — одружена із маркграфом бранденбурзьким Крістіаном Вільгельмом. Мала єдину доньку.
- Генріх Юлій (1597—1606) — помер у ранньому віці.
- Крістіан (1599—1626) — номінальний герцог Брауншвейг-Люнебургу, єпископ Гальберштадтський, військовий діяч Тридцятилітньої війни.
- Рудольф (1602—1616) — помер під час навчання у колегіумі.
- Генріх Карл (1609—1615) — помер у ранньому віці.
- Анна Августа (1612—1673) — одружена із графом Георгом Людвігом Нассау-Ділленбурзьким, мала сімох дітей.